# Analiza ścieżkowa

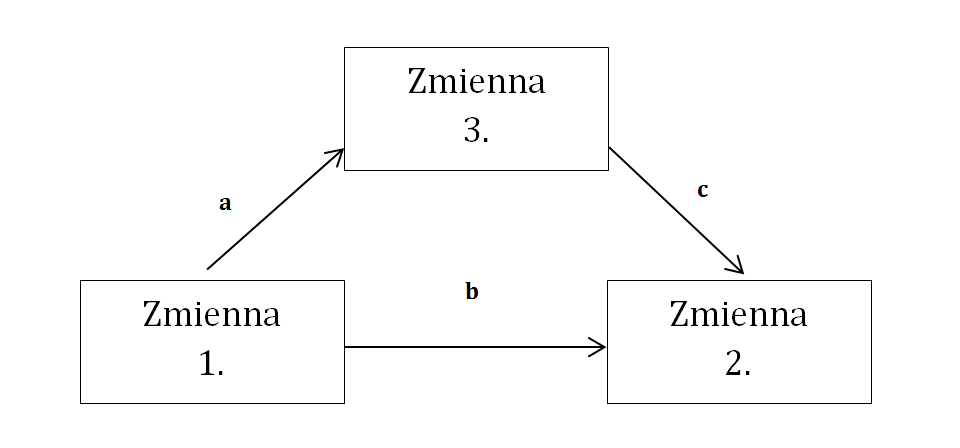
Analiza ścieżkowa zastosowana w modelu mediacji

Analiza ścieżkowa (ang. Path analysis) – statystyczna metoda analizy związku pomiędzy poszczególnymi zmiennymi w danym zbiorze zmiennych. Wynik analizy ścieżkowej prezentowany jest za pomocą wykresu na którym relacje pomiędzy zmiennymi prezentowane są za pomocą strzałek idących od (hipotetycznej) zmiennej wyjaśniającej do (hipotetycznej) zmiennej wyjaśnianej.
Analiza ścieżkowa jest wykorzystywana między innymi w analizach mediacji czy w modelowaniu równań strukturalnych.